# 美洲正教会
美洲正教会（英文：Orthodox Church in America）在北美的正教会之一。美洲正教会在加拿大、美国、墨西哥有超过700个堂区、教区、社区、修院和学校。在2011年，在美国拥有84,900会员。

## 發展
美洲正教会最初是由俄罗斯正教会修士于1794年在阿拉斯加建立的，随着19世纪后期，教会发展到美洲其他地区。
在1970年四月，俄罗斯正教会发表声明，承认其为一个自主教会。
今天，俄罗斯正教会、保加利亚正教会、格鲁吉亚正教会、波兰正教会、塞尔维亚正教会和捷克和斯洛伐克正教会承认美洲正教会是一个自主教会。但是这个地位并没有获得其他教会的支持，尤其是君士坦丁堡普世牧首。普世牧首認爲，俄罗斯没有权力授予美洲正教会自主身分。根據迦克墩会议法典第28条，帝国之外的任何主教和教会任免的权力属于君士坦丁堡主教。
美洲正教會之外，希臘、俄羅斯、安提阿、喬治亞、羅馬尼亞、保加利亞、塞爾維亞、波蘭、馬其頓正教會在美洲亦設有主教區。